# Bartosz Kizierowski

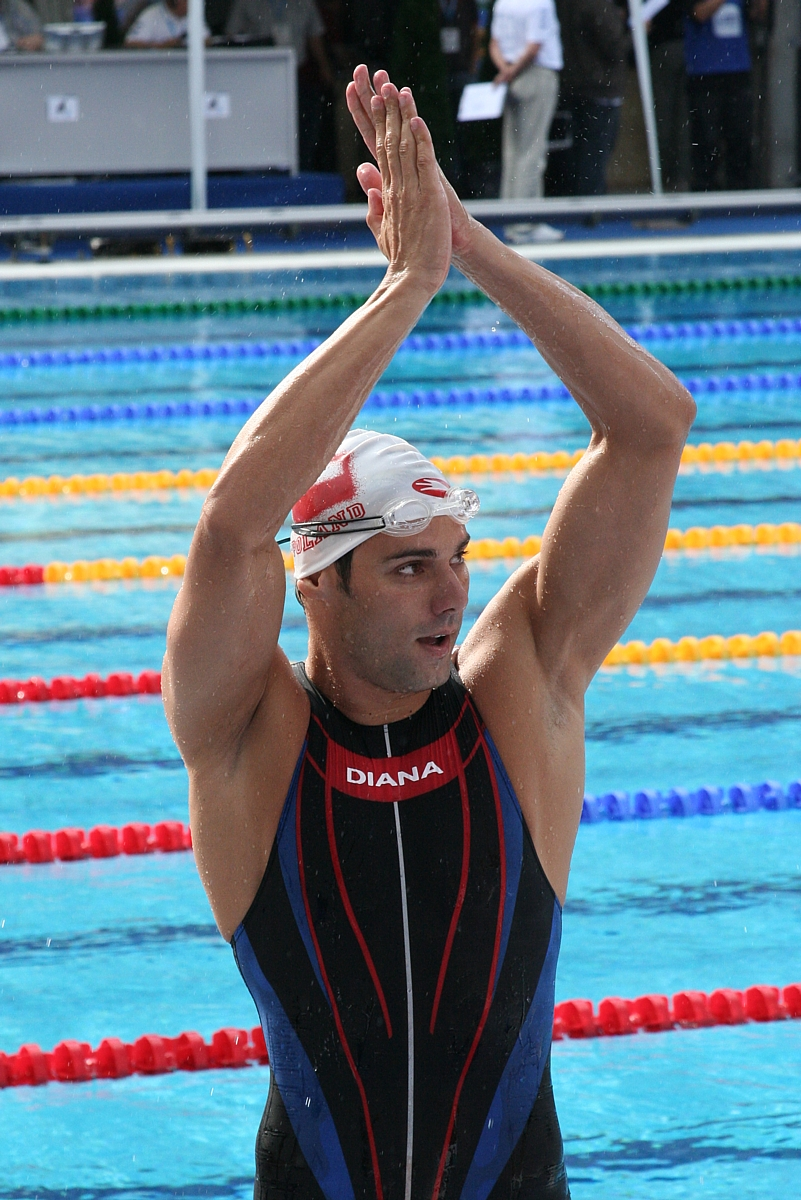
Bartosz Kizierowski

Bartosz Kizierowski (Varsovia, 20 de febrero de 1977) es un nadador de estilo libre. Ha competido en los Juegos Olímpicos de Verano de 1996, 2000, 2004. 
Empezó su carrera como nadador de espalda pero cambió a estilo libre a mediados de los noventa. Vive y estudia en los Estados Unidos, en la Universidad de California, Berkley.
- Datos: Q809570
- Multimedia: Bartosz Kizierowski / Q809570